# Weywot

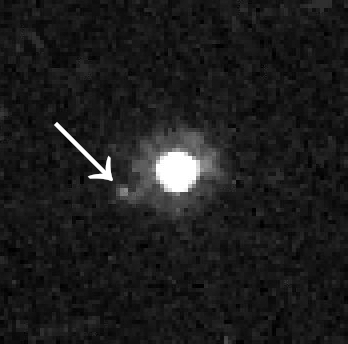
Vệ tinh tự nhiên Weywot.

Weywot (định danh chính thức: (50000) Quaoar I; định danh tạm thời: S/2006 (50000) 1) là vệ tinh tự nhiên duy nhất được biết đến của hành tinh lùn bên ngoài Sao Hải Vương 50000 Quaoar. Weywot được Michael E. Brown và Terry-Ann Suer khám phá ra vào ngày 22 tháng 2 năm 2007 tại đài thiên văn Palomar, dựa vào những hình ảnh của Kính viễn vọng không gian Hubble chụp vào ngày 14 tháng 2 năm 2006. Weywot có đường kính gần 200 km (120 mi) và hoàn thành một vòng quỹ đạo quanh Quaoar sau mỗi 12,4 ngày ở khoảng cách trung bình 13.300 km (8.300 mi). Weywot được cho là có vai trò duy trì vành đai ngoài của Quaoar bằng cách tác động lực hấp dẫn lên vành đai trong một quỹ đạo cộng hưởng.
Các nhà thiên văn cho rằng Weywot được hình thành từ mảnh vỡ văng ra sau một sự kiện va chạm lớn xảy ra hàng tỷ năm trước giữa Quaoar và một thiên thể khác trong vành đai Kuiper. Mảnh vỡ này đã hình thành quỹ đạo lệch tâm quanh Quaoar và trở thành Weywot. Vệ tinh này được đặt theo tên của Weywot, thần bầu trời trong thần thoại Tongva và là con trai của thần Quaoar.

## Tên gọi
Khi được phát hiện, Weywot được đặt định danh tạm thời là S/2006 (50000) 1. Brown sau đó quyết định để lại quyền lựa chọn tên cho người Tongva. Họ quyết định chọn thần bầu trời Weywot, con trai của Quaoar, làm tên của vệ tinh này.